# Ortodoxia în Ungaria

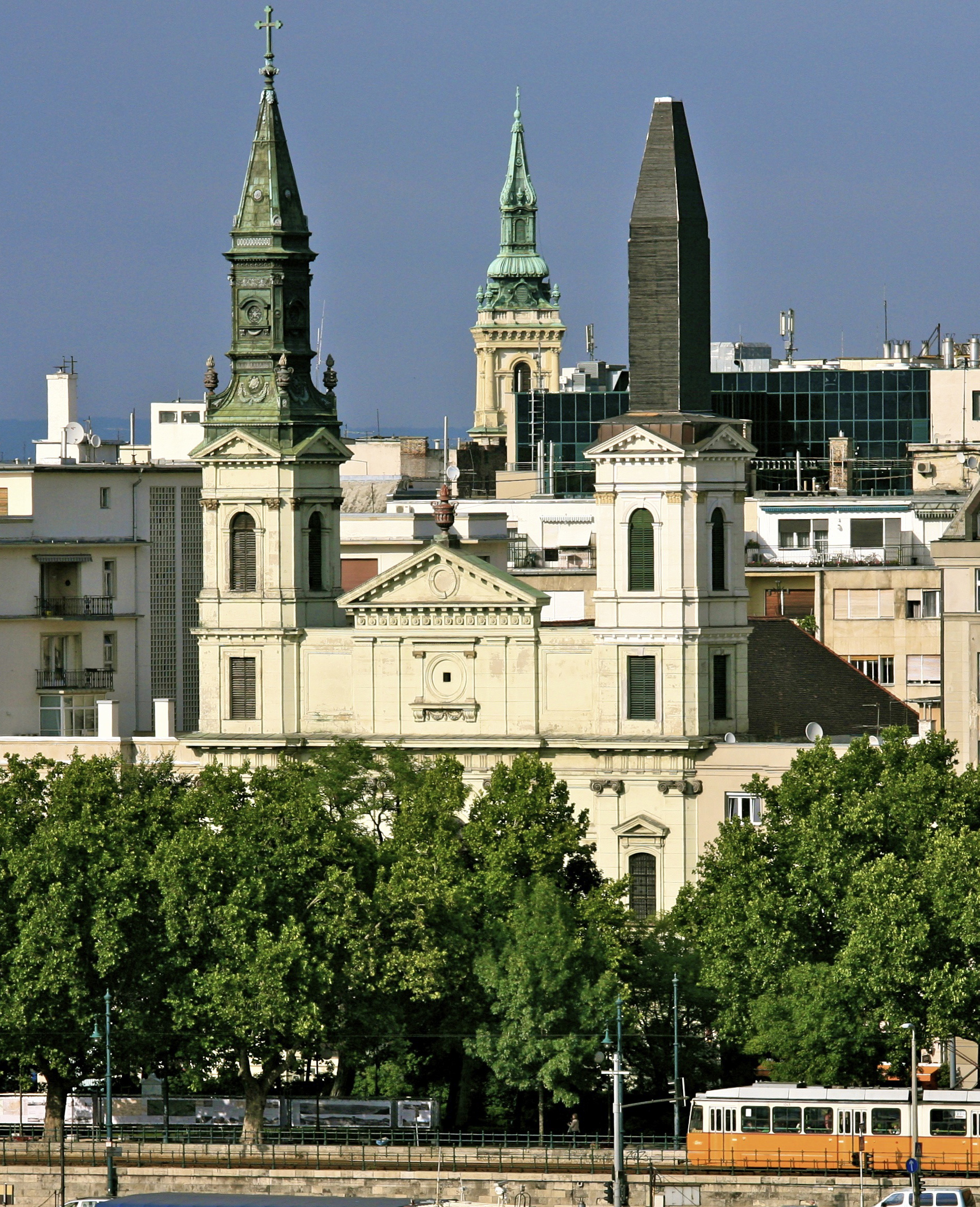
Catedrala Ortodoxă Adormirea Maicii Domnului din Budapesta (Patriarhia Moscovei)

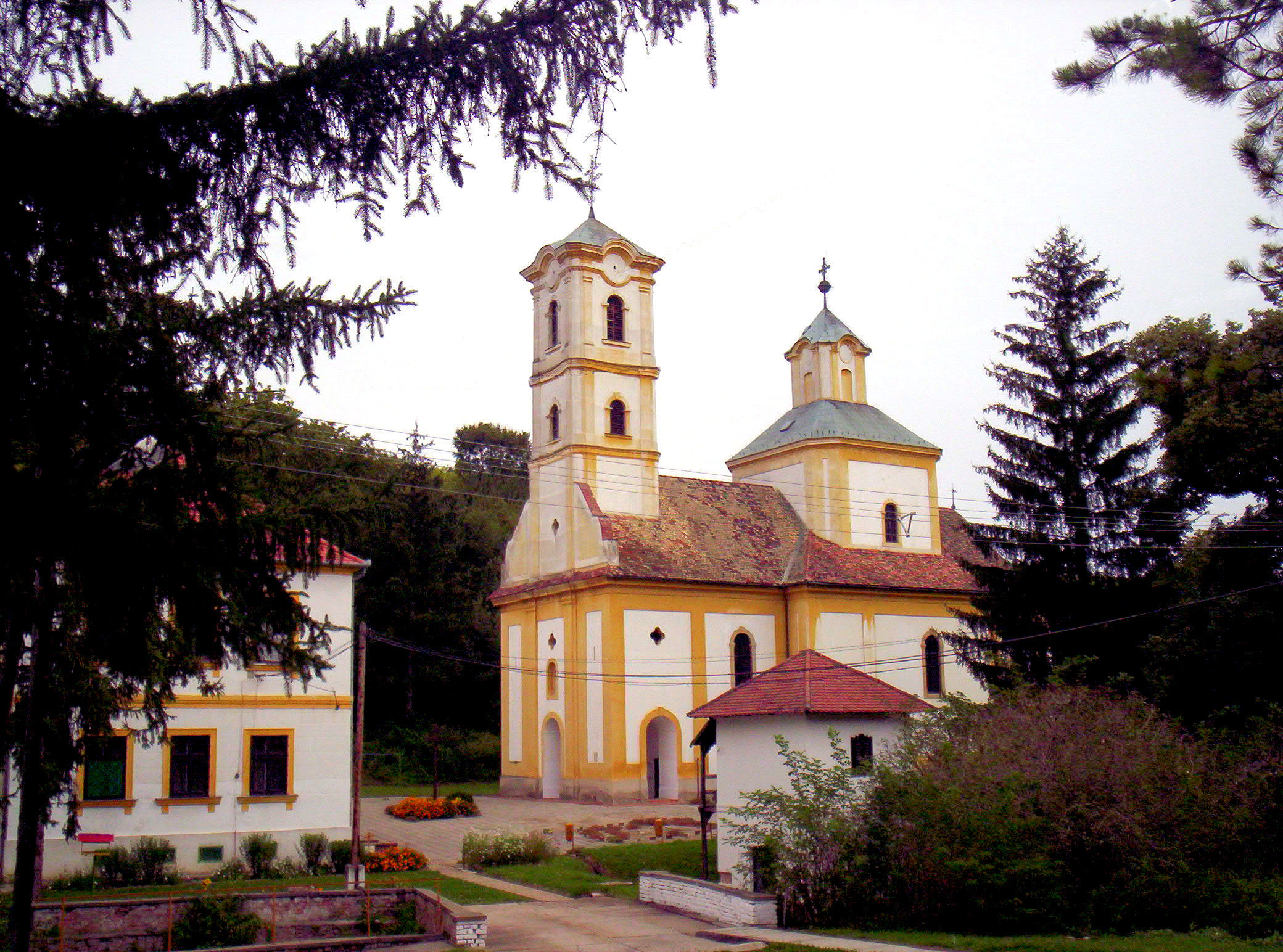
Mănăstirea ortodoxă sârbă din Grábóc (Patriarhia Serbiei)

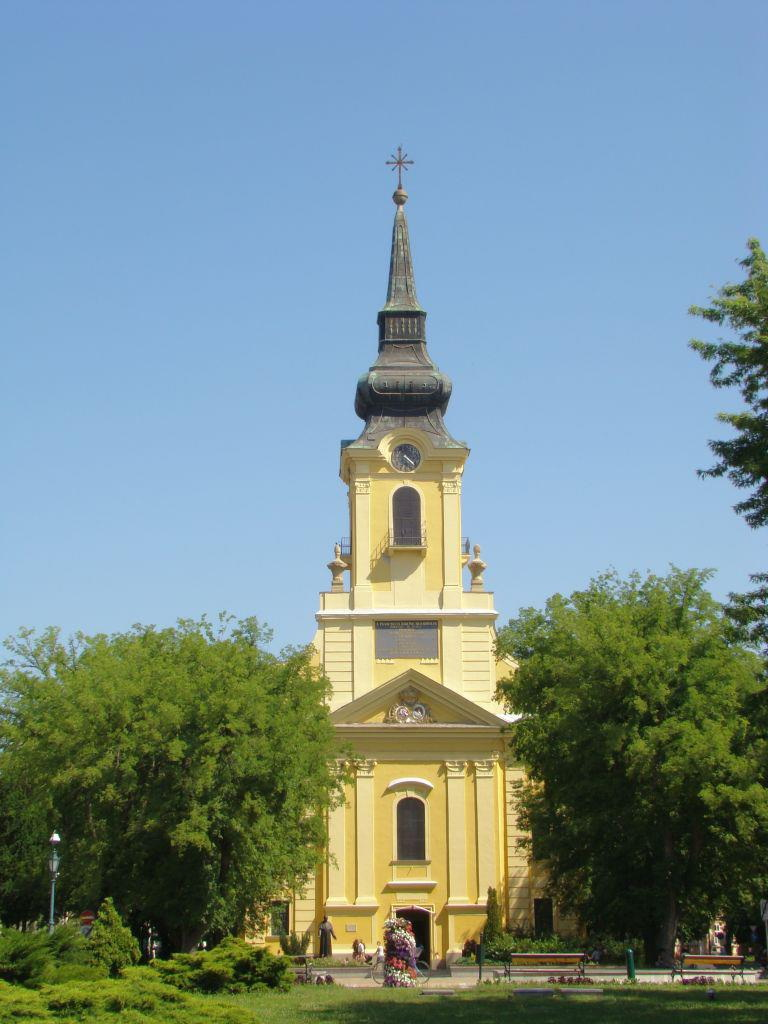
Catedrala Sfântul Nicolae din Gyula (Patriarhia Română)

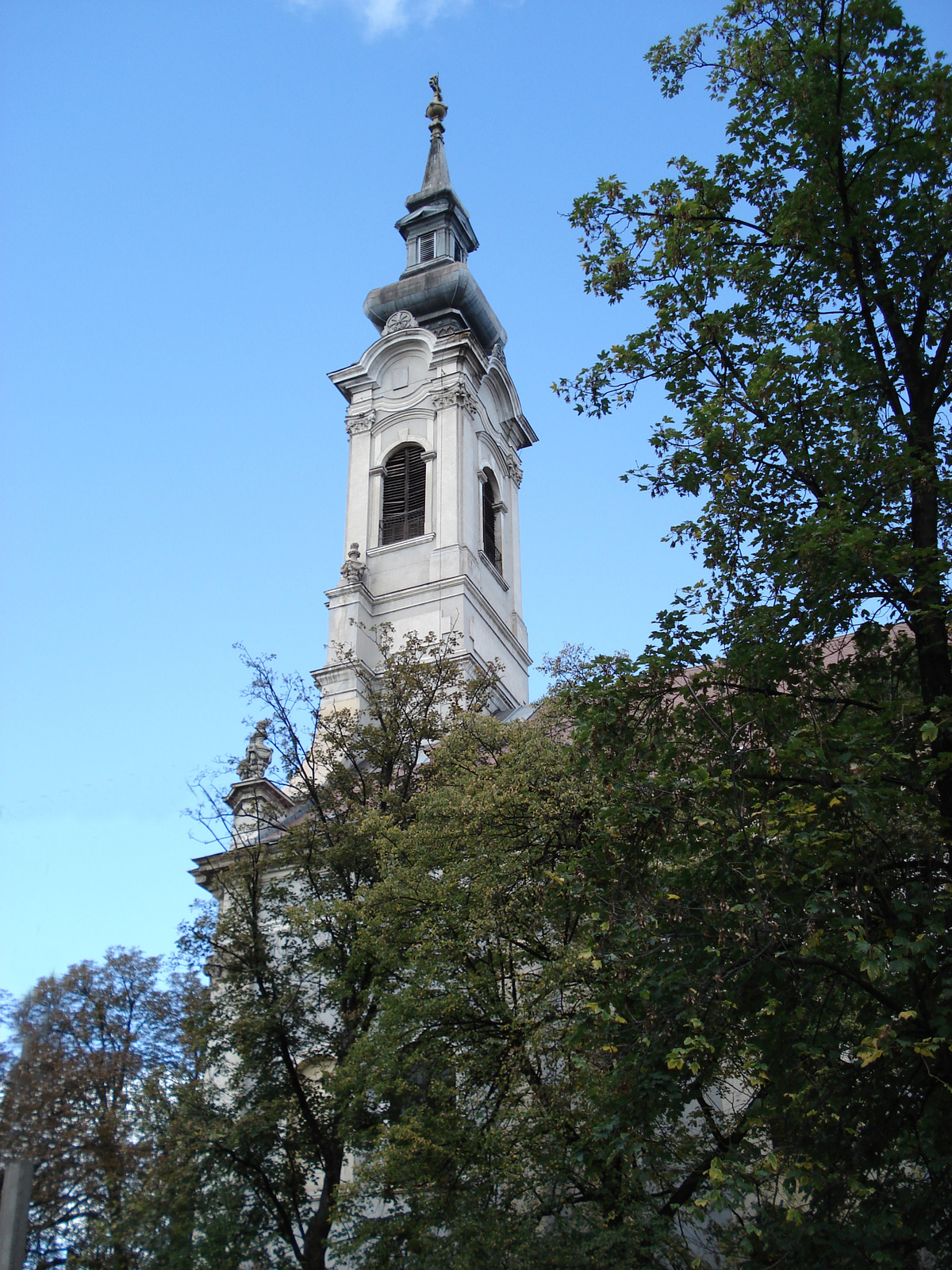
Biserica ortodoxă din Mișcolț (Patriarhia Moscovei)

Creștinismul ortodox din Ungaria constituie, din punct de vedere istoric, una din cele mai importante confesiuni din țară. Ortodoxia a fost, în principal, credința unor grupuri etnice minoritare din Ungaria. La recensământul din 2001 doar 15.928 de persoane s-au declarat creștini ortodocși (0,21% din populația cu o afiliere religioasă declarată și 0,15% din întreaga populație).
Teritoriul Ungariei a fost, din punct de vedere istoric, jurisdicția exclusivă a Bisericii Ortodoxe Sârbe, prin Eparhia de Buda, situată central în orașul Szentendre, unde se află Catedrala Adormirii Maicii Domnului (Catedrala Belgrad).
În prezent există și alte jurisdicții ale Bisericilor Ortodoxe naționale, care sunt active în Ungaria.
Biserica Ortodoxă Rusă are o eparhie în Ungaria, condusă de arhiepiscopul Marcu, al cărui sediu este în Budapesta. Eparhia Ungariei și Budapestei a Bisericii Ortodoxe Ruse are unsprezece parohii, cu opt preoți și un diacon.
Biserica Ortodoxă Română are Episcopia Ortodoxă Română din Ungaria, condusă de episcopul Siluan Mănuilă, al cărui sediu este la Gyula.
Biserica Ortodoxă Bulgară are două parohii în Ungaria, la Budapesta și Pécs, cu un singur preot. Ambele parohii se află sub autoritatea Eparhiei Ortodoxe Bulgare pentru Europa Centrală și de Vest.
Patriarhia Ecumenică de Constantinopol menține, de asemenea, o prezență în Ungaria. Exarhatul Maghiar face parte din Mitropolia Ortodoxă a Europei Centrale, cu sediul la Viena. Exarhatul Patriarhiei de Constantinopol are patru parohii în Ungaria.

## Legături
- Baán, István (1997). „The Foundation of the Archbishopric of Kalocsa: The Byzantine Origin of the Second Archdiocese in Hungary”. Early Christianity in Central and East Europe. Warszawa: Semper. pp. 67–74.
- Baán, István (1999). „The Metropolitanate of Tourkia: The Organization of the Byzantine Church in Hungary in the Middle Ages”. Byzanz und Ostmitteleuropa 950-1453. Wiesbaden: Harrassowitz Verlag. pp. 45–53.
- Véghseő, Tamás (2015). „Reflections on the Background to the Union of Uzhhorod / Ungvár (1646)” (PDF). Eastern Theological Journal. 1 (1): 147–181.
- Koszta, László (2014). „Byzantine Archiepiscopal Ecclesiastical System in Hungary?”. The Carpathian Basin, the Hungarians and Byzantium. Szeged: Szegedi Tudományegyetem. pp. 127–143.
- Madgearu, Alexandru (2008). „The Mission of Hierotheos: Location and Significance”. Byzantinoslavica. 66: 119–138. Arhivat din original la 20 mai 2020. Accesat în 12 mai 2019.
- Madgearu, Alexandru (2017). „Further Considerations on Hierotheos' Mission to the Magyars”. Acta Musei Napocensis. 54 (2): 1–16. Arhivat din original la 12 mai 2019. Accesat în 12 mai 2019.